# Der bleiche König
Der bleiche König (englischer Originaltitel: The Pale King) ist ein Roman von David Foster Wallace, der im April 2011 postum aus seinem Nachlass veröffentlicht wurde. Nach dem Tod des Autors 2008 lagen nur zahlreiche Fragmente zusammen mit editorialen Notizen vor, die der Autor kurz vor seinem Suizid geordnet bereitgestellt hatte. In der bei Little, Brown and Company veröffentlichten Form wurde der Roman von Wallaces langjährigem Lektor Michael Pietsch zusammengestellt. 2012 wurde der Roman für den Pulitzer-Preis nominiert.
Ulrich Blumenbach übersetzte das Buch ins Deutsche. Es erschien am 7. November 2013 unter dem Titel Der bleiche König im Verlag Kiepenheuer & Witsch. Der Deutsche Literaturfonds beziehungsweise dessen Kuratorium hatte im November 2011 für diese Arbeit ein Stipendium an Ulrich Blumenbach vergeben.

## Handlung
In seiner veröffentlichten Form besteht der Roman aus 50 Kapiteln, die nur in einem losen Zusammenhang stehen. Alle Kapitel spielen in einer Außenstelle der US-amerikanischen Steuerbehörde IRS (Internal Revenue Service) in Peoria in Illinois um 1985 oder behandeln das Vorleben einer dort arbeitenden Person. Unter ihnen befindet sich der 20-jährige David Foster Wallace, der unter seiner schweren Akne leidet. Alle Personen, die ihm begegnen, sind groteske Karikaturen, deren Sozialverhalten extrem gegenläufig ist. Sie sind zum Teil vom Tod fasziniert, tragen ständig eine Schusswaffe bei sich oder leiden unter der Last traumatischer Erfahrungen.
Immer wiederkehrendes Thema ist die Eintönigkeit und Langweiligkeit der Bearbeitung verschiedener Steuererklärungsformulare sowie die Herausforderung, mit einer solchen Arbeit umzugehen. Häufig behandelt werden auch Absurditäten behördlicher Arbeitsabläufe und deren noch absurdere Hintergründe bis hin zu Unzulänglichkeiten in der informationstechnischen Verarbeitung in verschiedenen Computersystemen.
Gegen Schluss, im Kapitel 46, trifft eine Art Held der Bewältigung der Arbeitseintönigkeit, Shane Drinion, auf die sehr attraktive Mitarbeiterin Meredith Rand. Rand lenkt das Thema der Unterhaltung immer wieder auf emotionale Themen, die Drinion immer äußerst sachlich, emotionslos und (zumindest scheinbar) ehrlich beantwortet. Rand offenbart psychische Probleme in ihrer Vergangenheit, und Drinion muss immer wieder Unzulänglichkeiten seiner trocken-sachlichen Analysen eingestehen, auch wenn er bis zum Ende des Kapitels äußerlich nie von seiner Haltung der emotionslosen Analyse abweicht.
Den größten Anteil bei der Beschreibung des Vorlebens hat Toni Ware, die aber in ihrer Rolle in der Außenstelle Peoria nur sehr sporadisch und ohne jede erkennbare Beziehung zu anderen Mitarbeitern auftaucht. Beschrieben wird vor allem ihre Kindheit mit einer labilen und in prekären Verhältnissen lebenden Mutter. Die Kindheit ist ein ständiger Überlebenskampf, geprägt von Ängsten, Missbrauch, sowie auch subtiler Rache Wares. Zuletzt wird die Mutter von ihrem letzten Liebhaber ermordet, nachdem sie ihm ohne sichtlichen Anlass sein Wohnmobil gestohlen und ihn an einer Raststätte zurückgelassen hat, der Liebhaber ihr aber wieder folgen kann. Ware entgeht der eigenen Ermordung nur durch die Vortäuschung des eigenen Todes. In ihrem Erwachsenenleben ist Ware einsam und verschlossen, lebt allein mit zwei Hunden und reagiert äußerst aggressiv auch gegenüber gutgemeinten Kontaktaufnahmeversuchen von Nachbarn. Ebenso übt Ware weiterhin kalt geplante und subtile Rache an Menschen, von denen sie sich falsch behandelt fühlt. Der Grund für diese Rache wird nicht weiter beschrieben, scheint aber eher unerheblich.

## Die umfangreichsten Kapitel
Das Werk umfasst 50 Kapitel in sehr unterschiedlicher Länge (in Einzelfällen weniger als eine Seite, bis hin zu deutlich über hundert Seiten), hier die Kapitel mit mehreren Seiten Umfang:
- §2: Claude Sylvanshine auf dem Weg zum neuen Arbeitsplatz (Flug nach Peoria).
- §5: Kindheit von Stecyk (der Junge, der so ein guter Mensch ist, dass ihn alle hassen)
- §6: Lane Dean sitzt mit seiner Freundin am Seeufer, sie ist schwanger.
- §7: Claude Sylvanshine auf dem Weg zum neuen Arbeitsplatz (Warten auf den Transporter)
- §8: Kindheit von Toni Ware im Trailerpark
- §9: „Vorwort des Autors“: David Foster Wallace, „der echte Autor“, wendet sich an seine Leser, erklärt sein Vorhaben, eine Autobiografie schreiben zu wollen, wie er auf diese Idee kam und welche Hürden ihm von den Juristen seines Verlags in den Weg gelegt wurden. Der Haupttext ist um Fußnoten ergänzt.
- §12: Stecyk (als junger Erwachsener) stellt sich seinen neuen Nachbarn vor.
- §13: Die Jugend von Cusk (der mit den schrecklichen unkontrollierbaren Schweißausbrüchen).
- §14: Die Videodokumentation der Steuerprüfer
- §16: Lane Dean bei der Arbeitspause
- §19: Im steckenden Fahrstuhl: Gespräch dreier Männer (u. a. Mr. DeWitt „der Wicht“ Glendenning). In diesem Kapitel auch eine Bezugnahme auf den Titel: Glendenning, der Verwaltungschef, sieht im Fahrstuhllicht so bleich aus, dass man ihn für tot halten könnte.
- §22: „Abschweifungskönig Chris Fogle“ erzählt auf über hundert Seiten, wie er den Weg zur Steuerbehörde fand (Drogenexzesse und Schlendrian an Unis, Scheidung der Eltern, Tod des Vaters, versehentlicher Besuch eines Seminars für Rechnungswesen, „Erweckungsrede“, Rekrutierungsbüro im Jahrhundertwinter etc.)
- §24: Der Autor meldet sich erneut zu Wort. Er erzählt – mit Fußnoten gespickt – wie er in der Steuerbehörde anfängt, mit einem gleichnamigen, aber ranghöheren Beamten verwechselt und deshalb hofiert wird – bis hin zum Oralquickie durch eine Personalreferentin.
- §26: Die Phantome der Steuerbehörde werden vorgestellt.
- §27: Cusk (der mit den Schweißausbrüchen) erhält seine Einweisung in Peoria.
- §29: Außendienstmitarbeiter auf Beobachtungsposten
- §30: Telefonat Claude Sylvanshine und Reynolds. Syvlanshine soll Mr. Glendenning ausspionieren, der in Kürze in Peoria ankommt.
- §33: Lane Dean stirb fast vor Langeweile bei der Arbeit, ein Phantom besucht ihn am Schreibtisch.
- §35: Das grimmige Kind
- §36: Der Junge, der sich seiner selbst vergewissern möchte und deshalb versucht jeden Quadratzentimeter seines Körpers mit seinen Lippen zu berühren.
- §38: Eine verwaltungs- und computertechnische Erklärung dafür, warum zwei gleichnamige Mitarbeiter verwechselt werden können.
- §39: Rückblick, wie der heutige Stellvertretende Personalchef Stecyk einmal vorbildliche erste Hilfe geleistet hat und seither auch von den harten Jungs respektiert wird.
- §40: Cusk, der mit den Schweißausbrüchen, im Büro der Psychologin.
- §45: Toni Ware erlebt mit, wie ihre Mutter ermordet wird.
- §46: Happy Hour der Steuerprüfer am Freitagnachmittag. Meredith Rand erzählt Shane Drinion, wie sie unter ihrer Schönheit leidet.
- §47: Toni Ware lebt ihren Sadismus an ihren Mitbürgern aus.
- §48: Jemand schmuggelt Eistee mit bewusstseinsverändernden Drogen auf die Grillparty der Steuerprüfer.
- §49: Chris Fogle wird von Sylvanshine und Reynolds auf ein Personalgespräch vorbereitet.

(Diese Zusammenstellung bezieht sich auf die deutschsprachige Ausgabe des Verlags Kiepenheuer & Witsch und lässt das Vorwort des Übersetzers, editorische Anmerkungen und Anhänge unberücksichtigt.)

## Rezension
Jonathan Segura befand The Pale King in Publishers Weekly als eine Sammlung von Skizzen, kleineren Entwicklungen und Vorspielsequenzen zu Ereignissen, die sich niemals ereignen würden. Es sei ein Tribut an den verstorbenen Wallace, könne aber aufgrund seiner fragmentarischen Entstehungsgeschichte kaum die hochgeschraubten Erwartungen aller Kritiker erfüllen.

## Ausgaben
- Der bleiche König. Kiepenheuer & Witsch, Köln 2013, ISBN 978-3-4620-45567.

## Sekundärliteratur
- Unfinished: Critical Approaches to David Foster Wallace's The Pale King. Sonderheft der Zeitschrift English Studies (95:1), Januar 2014.